# Klwatka Szlachecka
Klwatka Szlachecka (prononciation : [ˈklvatka ʂlaˈxɛt͡ska]) est un village polonais de la gmina de Jedlińsk dans le powiat de Radom de la voïvodie de Mazovie dans le centre-est de la Pologne.
Il se situe à environ 8 kilomètres au sud de Jedlińsk (siège de la gmina), 7 kilomètres au nord-ouest de Radom (siège de le powiat) et à 86 kilomètres au sud de Varsovie (capitale de la Pologne).

## Histoire
De 1975 à 1998, le village appartenait administrativement à la voïvodie de Radom.